# Nisan Slomianski
Nisan Slomianski (hebr. ניסן סלומינסקי lub ניסן סלומיאנסקי, ang. Nissan Slomiansky, ur. 10 stycznia 1946 w Ramat Ganie) – izraelski polityk, fizyk, rabin i działacz Gusz Emunim. Wieloletni poseł w Knesecie z ramienia Narodowej Partii Religijnej (Mafdal) i Żydowskiego Domu, a także przewodniczący Samorządu Lokalnego Elkana w latach 1977–1998 i działacz osadniczej Rady Jesza. Członek zarządu Keren Kajemet le-Jisra’el.

## Życiorys
Urodził się 10 stycznia 1946 roku w Ramat Gan, wówczas w Mandacie Palestyny. W ramach wykształcenia średniego ukończył jesziwę ruchu Bene Akiwa w Nechalim. W jesziwie hesder Kerem w Jawnem otrzymał smichę rabinacką. Naukę w jesziwie łączył ze służbą wojskową w jednostce spadochronowej Brygady Nachal. Służbę skończył w stopniu porucznika. Na Uniwersytecie Bar-Ilana otrzymał tytuł licencjata z fizyki oraz otrzymał uprawnienia nauczycielskie z judaizmu. Na tym samym uniwersytecie obronił tytuł magistra z fizyki. Na Uniwersytecie Telawiwskim obronił tytuł magistra prawa z prawa hebrajskiego.
Był także jednym z założycieli narodowo-religijnego, osadniczego ruchu Gusz Emunim. Działając w jego strukturach założył osiedle Elkana, w którym pełnił funkcję przewodniczącego samorządu lokalnego od 1977 roku do 1998 roku. W tym okresie przyczynił się do rozwoju kompleksu edukacyjnego w osiedlu, który składa się z przedszkoli, szkół religijnych i szkół dla dziewcząt, w których wykłada do dzisiaj.
Zaangażowany był także w działalność samorządowej organizacji osadników o nazwie Rada Jesza. W pierwszej połowie lat 90. XX wieku organizował debaty i kampanie społeczne przeciwko zainicjowanym przez Icchaka Rabina porozumieniom z Oslo.

## Działalność polityczna

### Czternasty Kneset
W 1997 roku zajął miejsce zmarłego posła Mafdalu – Awrahama Szterna. W trakcie kadencji przewodniczył podkomisji ds. administracji cywilnej, był członkiem komisji: polityki zagranicznej i bezpieczeństwa; petycji społecznych; kontroli państwa; jakości środowiska i spraw wewnętrznych.

### Szesnasty Kneset
Do Knesetu dostał się z listy Mafdalu. W trakcie tej kadencji zasiadał w nadzwyczajnej komisji: ds. problemu pracowników zagranicznych; zwalczania niepłacenia podatków i alkoholizmu; komisji śledczej ds. przemocy w sporcie oraz w komisjach: legislacji, prawa i sprawiedliwości; jakości środowiska i spraw wewnętrznych; mianowania sędziów religijnych.

### Siedemnasty Kneset
Był posłem ze wspólnej listy Narodowej Partii Religijnej-Unii Narodowej. Zasiadał w komisjach: legislacji, prawa i sprawiedliwości; finansów; mianowania sędziów religijnych i specjalnej komisji ds. zwalczania niepłacenia podatków i alkoholizmu. Był członkiem parlamentarnych lobby ds. rolnictwa; Judei, Samarii i Gazy; osób, które przeżyły Holocaust; Jerozolimy.
W 2009 roku nie dostał się do Knesetu, ponieważ Żydowski Dom wprowadził do parlamentu trzech posłów. Mimo to wciąż brał udział w pracach komisji ds. finansów, a także brał udział w konsultacjach różnych organizacji i grup religijnych.

### Dziewiętnasty Kneset
W trakcie kadencji brał udział w pracach połączonej komisji ds. budżetu na obronność i ds. budżetu Knesetu. Był przewodniczącym komisji finansów i członkiem parlamentarnego lobby ds. wzmacniania narodu żydowskiego.

### Dwudziesty Kneset
W tej kadencji przewodniczył komisji: finansów; porządkowej; polityki zagranicznej i bezpieczeństwa; legislacji, prawa i sprawiedliwości. Był też członkiem parlamentarnych lobby ds. wzmacniania narodu żydowskiego; Ziemi Izraela; powrotu żołnierzy do domu.
W styczniu 2019 roku wycofał się z aktywnego uczestnictwa w życiu politycznym. Stwierdził jednak, że pozostanie w Żydowskim Domu, aby pracować na rzecz partii. Mimo to, otrzymał 41. miejsce (przedostatnie) na liście Zjednoczonej Prawicy na wrześniowe wybory w 2019 roku.

### Praca legislacyjna
W trakcie swojej kariery politycznej brał udział w pracach nad:
- Prawem edukacji prawniczej i opieki prawnej. Wzmocnienie praw i pozycji osób uprzywilejowanych w Państwie Izrael,
- ustanowieniem kary za rzucanie kamieniami, która nie może być mniejsza niż jedna piąta maksymalnej kary za przestępstwo,
- nowelizacją Prawa o ubezpieczeniach społecznych. Wprowadzenie zapisu o odmowie emerytury rodzicom dziecka, które zostało skazane za rzucanie kamieniami lub inne przestępstwo wymierzone w bezpieczeństwo,
- Prawem o terroryzmie. Wprowadzenie wysokich kar dla terrorystów i osób będących członkami organizacji terrorystycznych, a także dla osób popierających takie organizacje,
- Prawem odwołania. Kneset może odwołać głosami 90 posłów (w tym 10 nie może być członkami partii będących w koalicji rządzącej) ze stanowiska parlamentarzysty posła, który nawołuje do rasizmu lub wspiera walkę zbrojną przeciw Izraelowi,
- Prawem o organizacjach non profit. Zobowiązanie organizacji chroniących prawa człowieka, które otrzymują środki finansowe z zagranicy, do oświadczenia tego i ujawnienia źródeł finansowania,
- Prawem regulacji. Prawo regulujące status domów osadników w Judei i Samarii powstałych na prywatnej ziemi[5].

## Życie prywatne
Jest żonaty i ma piątkę dzieci.